# Rifugio Luigi Cibrario
Il rifugio Luigi Cibrario al Peraciaval è un rifugio alpino situato nel comune di Usseglio, in Valle di Viù, nelle Alpi Graie, a 2.616 m s.l.m..

## Storia

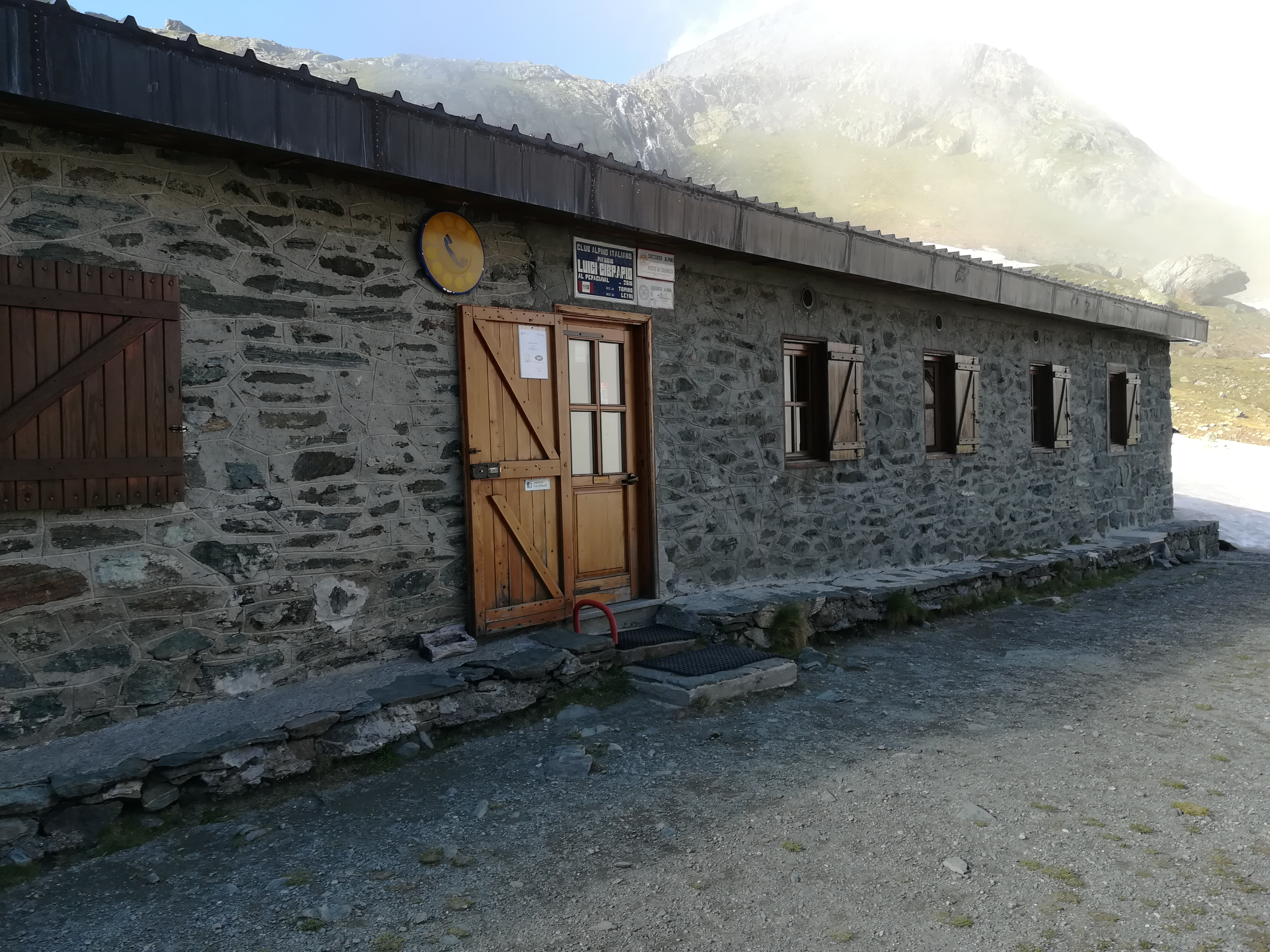
L'ingresso del rifugio.

Fu costruito nel 1891 per iniziativa del conte Luigi Cibrario, alpinista ed allora presidente della sezione di Torino del CAI.
Nel corso degli anni venne ampliato più volte. Nel 1939 fu intitolato a Luigi Cibrario.
Per lunghi anni, dal 1948 al 1964, fu gestito da Guido Ferro Famil, detto Vulpot.

## Caratteristiche e informazioni
Si trova nella conca detta Peraciaval al di sotto del Colle della Valletta (3.207 m) che lo mette in comunicazione con la vicina Francia.

## Accessi
L'accesso avviene dalla frazione Villaretto del comune di Usseglio in circa tre/quattro ore. Da Villaretto si può proseguire in macchina seguendo la strada che percorre il vallone d'Arnas sino all'alpe Barmas dove ha inizio il sentiero 120 (da qui 3 ore al rifugio). In particolare il sentiero attraversa il rio Arnas; sale poi il pendio per raggiungere il tracciato della vecchia decouville che era servita per la costruzione delle dighe artificiali; attraversa due ripidi canaloni che scendono dalle propaggini del monte Lera; poi raggiunge e supera il rio Peraciaval e risalendo il vallone del Peraciaval raggiunge il rifugio.
In alternativa si può partire dalla frazione Margone. Per questo tracciato si sale per prati fino a raggiungere la decouville utilizzata un tempo per la costruzione dello sbarramento del Lago Dietro la Torre; si gira sotto i ripidi contrafforti del monte Lera e ci si ricongiunge con il sentiero precedente prima dell'attraversamento dei due ripidi canaloni.

## Ascensioni
- Croce Rossa - 3.566 m
- Punta d'Arnas - 3.560 m
- Punta Sulè - 3.386 m
- Punta Valletta - 3.384 m
- Monte Lera - 3.355 m
- Punta Maria - 3.302 m
- Testa della Sula - 3.251 m

## Traversate
- Rifugio Bartolomeo Gastaldi - 2.659 m
- Rifugio dell'Averole - 2.210 m

Il rifugio è interessato dal percorso escursionistico Tour della Bessanese.